# Wales (Nueva York)
Wales es un pueblo ubicado en el condado de Erie en el estado estadounidense de Nueva York. En el año 2000 tenía una población de 2.960 habitantes y una densidad poblacional de 32.1 personas por km².

## Geografía
Wales se encuentra ubicado en las coordenadas 42°43′46″N 78°31′11″O / 42.72944, -78.51972.

## Demografía
Según la Oficina del Censo en 2000 los ingresos medios por hogar en la localidad eran de $51,486, y los ingresos medios por familia eran $59,350. Los hombres tenían unos ingresos medios de $40,125 frente a los $29,737 para las mujeres. La renta per cápita para la localidad era de $21,616. Alrededor del 3.6% de la población estaban por debajo del umbral de pobreza.